# 히든카드 (텔레비전 프로그램)
《히든카드》는 SBS의 예능 프로그램이다.

## 기획의도
지금 이 시간에도 곳곳 벌어진 사건 및 질병 프로그램

## 제작진
- 극본 : 김도영, 김효정, 최지안
- 연출 : 노대성, 노한별, 황보기영

## 진행자
- 안내상
- 정미선

## 결방
- 7월 17일 : 구윤철 기획 재정부 장관후보자,조현 외교부장관 후보자 청문회 편성으로 인한 결방
- 7월 31일 : 좋은 아침 방송으로 인한 결방